# استاریه تویمازی
استاریه تویمازی (انگلیسی: Staryye Tuymazy) یک شهرک در شهرستان تویمازینسکی استان باشقیرستان کشور روسیه است.